# 比约恩兰德国家公园
比约恩兰德国家公园（瑞典語：Björnlandets nationalpark）是瑞典的一個國家公園，位於瑞典北部西博滕省。比约恩兰德国家公园成立於1991年，面積11 km2（4.2 sq mi）。比约恩兰德国家公园地處拉普蘭的最南端。